# Битка при Месинопол
Битката при Месинопол се провежда на 4 септември 1207 близо до град Комотини в днешна Гърция между българите и Латинската империя. Битката завършва с българска победа.
Докато армията на Калоян обсажда Одрин от изток, кралят на Солун Бонифаций Монфератски започва атака срещу България откъм Сер, подкрепен от византийците. Неговата кавалерия достига Месинопол след петдневен рейд от Сер, но в планинския район около града неговата армия е атакувана от по-голяма сила главно съставена от местни българи. Битката започва при страничните отряди и Бонифаций успява да отблъсне българите, но докато ги преследва е убит от стрела и скоро рицарите са победени. Главата му е изпратена на Калоян, който незабавно организира кампания срещу столицата на Бонифаций Солун. Обаче Калоян е убит от заговорници по време на обсадата и българите вдигат обсадата над града.